# Free Somebody
Singles
1. Free Somebody
Sortie : 31 mai 2016

Free Somebody est le premier mini-album de la chanteuse membre du girl group sud-coréen f(x), Luna. Il est sorti le 31 mai 2016 sous SM Entertainment et KT Music.

## Liste des pistes
| 1.    | Free Somebody                    | Kim Min-ji, Seo Ji-eum, JQ  | Anton Malmberg Hård af Segerstad, Joy Neil Mitro Deb, Linnea Mary Han Deb, Joanna "JoJo" Levesque | 3:20 |
| 2.    | Breathe                          | Ku Tae-oo                   | Henk Jan Kooistra, Jantine Annika Heij                                                            | 3:39 |
| 3.    | Keep On Doin'                    | Le`mon, JQ, Bae Seong-hyeon | Sara Forsberg, Anton Malmberg Hård af Segerstad, Joy Neil Mitro Deb, Linnea Mary Han Deb          | 3:13 |
| 4.    | 예쁜 소녀 (I Wish) (Pretty Girl) | Luna, Choi (LU:KUS)         | Luna, Park Seul-gi, Choi (LU:KUS)                                                                 | 3:43 |
| 5.    | Galaxy                           | Jo Yung-yeong               | Edward Ross Lara, Todd Wright, Phoebe Sharp, Cassidy Ford, Sean Kendall                           | 3:06 |
| 6.    | My Medicine                      | Luna, Choi (LU:KUS)         | Luna, Park Seul-gi, Choi (LU:KUS)                                                                 | 3:23 |
| 20:24 |                                  |                             |                                                                                                   |      |

## Classement

### Classements hebdomadaires
| Classement                  | Meilleure position |
| --------------------------- | ------------------ |
| Korean Albums (Gaon)        | 5                  |
| US World Albums (Billboard) | 3                  |

### Classements mensuels
| Classement                       | Meilleure position |
| -------------------------------- | ------------------ |
| Korean Albums (Gaon Album Chart) | 15                 |

## Historique de sortie
| Pays         | Date        | Format                       | Label                      |
| ------------ | ----------- | ---------------------------- | -------------------------- |
| Corée du Sud | 31 mai 2016 | CD, téléchargement numérique | SM Entertainment, KT Music |
| Monde entier | 31 mai 2016 | Téléchargement numérique     | SM Entertainment           |